# Tosa (1921)
Tosa (jap. 土佐) – pancernik budowany na początku lat 20. XX wieku dla Japońskiej Cesarskiej Marynarki Wojennej. Zaprojektowany przez Yuzuru Hiragę, był pierwszym z dwóch okrętów typu Tosa. Przy planowanej wyporności standardowej 39 900 długich ton miały być uzbrojone w dziesięć dział kal. 410 mm w pięciu podwójnych wieżach artyleryjskich i przybliżyć Japonię do realizacji planu 8-4 (8 pancerników i 4 krążowniki liniowe pozostające w służbie). Jednak po ustaleniach konferencji w Waszyngtonie i podpisaniu traktatu waszyngtońskiego budowę obu jednostek wstrzymano. „Tosa” miała zostać zniszczona w ramach ustaleń traktatowych, ale wcześniej Japonia przetestowała na nieukończonym kadłubie swoją broń. Ostatecznie okręt zatopiono 9 lutego 1925 roku.

## Projekt i budowa
Dodatkowe detale techniczne i informacje na temat projektu – zobacz hasło pancerniki typu Tosa
Zaprojektowany przez Yuzuru Hiragę typ Tosa miał być częścią japońskiej „floty 8-4” składającej się z ośmiu pancerników i czterech krążowników liniowych, następcy planu 8-8. „Tosa” i jej siostrzany okręt „Kaga” miały należeć do drugiej grupy szybkich pancerników (po typie Nagato) wchodzących w skład tego planu. Okręty zostały zatwierdzone do budowy przez parlament 14 lipca 1917 roku w ramach większego pakietu. Projekty zostały ukończone przez japońskich projektantów w 1919 roku. Bazując na japońskich analizach brytyjskich doświadczeń z bitwy jutlandzkiej okręty zostały wyposażone w kilka ulepszeń w stosunku do poprzednich projektów. Należały do nich: wyższa, pomimo większej wyporności, prędkość; gładkopokładowa konstrukcja i skośne ustawienie płyt pancerza.
Stępkę okrętu położono 16 lutego 1920 roku w stoczni Mitsubishi w Nagasaki. Jednostkę budowano na tej samej pochylni, na której dwie dekady później budowano „Musashi” – pancernik typu Yamato. Pierwotnie planowano, że okręt zostanie zwodowany w październiku 1921 roku, ale wielokrotne strajki spowodowały przesunięcie operacji do listopada. Pancernik został w końcu zwodowany 18 grudnia 1921 roku, dwa miesiące po pierwotnym terminie. Prace nad jednostką zostały wstrzymane 5 lutego 1922 roku, dzień przed podpisaniem przez Japonię traktatu waszyngtońskiego. Zgodnie z ustaleniami traktatu budowa pancerników „Tosa” i „Kaga” została oficjalnie anulowana 5 maja 1922 roku.

## Po wodowaniu
W sierpniu 1922 roku kadłub pancernika został przeholowany do Kure, nadal w stanie niekompletnym. Pięćdziesiąt tysięcy ludzi obserwowało opuszczającą port jednostkę ciągniętą przez pięć holowników. Barbety dla najcięższych dział były na miejscu, ale ani wieże, ani działa nie zostały zamontowane, więc otwory w głównym pokładzie zostały przykryte ażurowym materiałem. Sam kadłub został ukończony, pokład nadbudówki, pokład mostku i wieża dowodzenia zostały zbudowane. Zainstalowano także lekki maszt sygnalizacyjny bezpośrednio za drugą (w kolejności od dziobu) barbetą. Wieża dowodzenia została przystosowana do pełnienia funkcji pomostu nawigacyjnego, którego nie można było ulokować w żadnym innym miejscu. W porównaniu ze zbliżonymi konstrukcjami był wiele mniejszy, miał jedynie dwie kondygnacje i skrzydła mostka. Zamontowano także rurę kominową, przypominającą mały komin okrętowy, by obsłużyć maszyny zapewniające ogrzewanie na okręcie.
„Tosa” pozostała w Kure do połowy 1924 roku. Została skreślona z listy jednostek floty 1 kwietnia 1924 roku. Jednostka została przeznaczona do testowania efektywności japońskich pocisków i torped przeciw takiemu układowi pancerza. W rezultacie tego postanowienia, w czerwcu 1924 roku szkoła artylerii marynarki otrzymała pancernik i miała go przygotować do testów.

## Okręt – cel

Rysunek z pochodzącej z 1946 roku oceny eksperymentów na „Tosie” przez U.S. Naval Technical Missions, prezentujący miejsca eksplozji

Pomiędzy 6 a 13 czerwca „Tosa” była celem pięciu eksplozji. Pierwszą był wybuch japońskiej miny morskiej Mk I umieszczonej na prawej burcie jednostki, 3,7 metra poniżej linii wodnej, na wrędze 57. W rezultacie powstał otwór o powierzchni 22 m², a kolejne 70 m² poszycia zostało wgiętych. 23 przedziały zostały zalane: 17 szybko i 5 wolno. Razem do kadłuba dostało się 1011 ton wody, powodując przechył jednostki o 1°54′ na prawą burtę.
Drugi i piąty testowy ładunek wybuchowy zostały umieszczone w pobliżu dziobowego magazynu artylerii głównej. Były większe od pierwszego: 200 kilogramów (podobne do japońskiej torpedy) i 150 kg (podobny do japońskiej miny morskiej). Oba ładunki zostały zamontowane na wrędze 87 – drugi na lewej burcie, 4,04 metra poniżej linii wodnej, piąty na prawej burcie 6,34 metra poniżej linii wodnej. Eksplozja obu przebiła się przez pancerz burtowy kadłuba. 1008 i 726 długich ton (1024 i 738 ton metrycznych) wody wtargnęło do środka. Test ten dowiódł, że ówczesny trójprzedziałowy system zabezpieczeń stosowany na większości japońskich pancerników był niewystarczającą obroną przed nowoczesnymi torpedami. Zmiana przechyłu po teście numer dwa wynosiła 6°16′ – w rezultacie okręt był przechylony o 4°36′ na lewą burtę. Po teście numer pięć okręt zmienił przechył o 4°38′ i przyjął pozycję przechyloną o 0°48′ na prawą burtę.

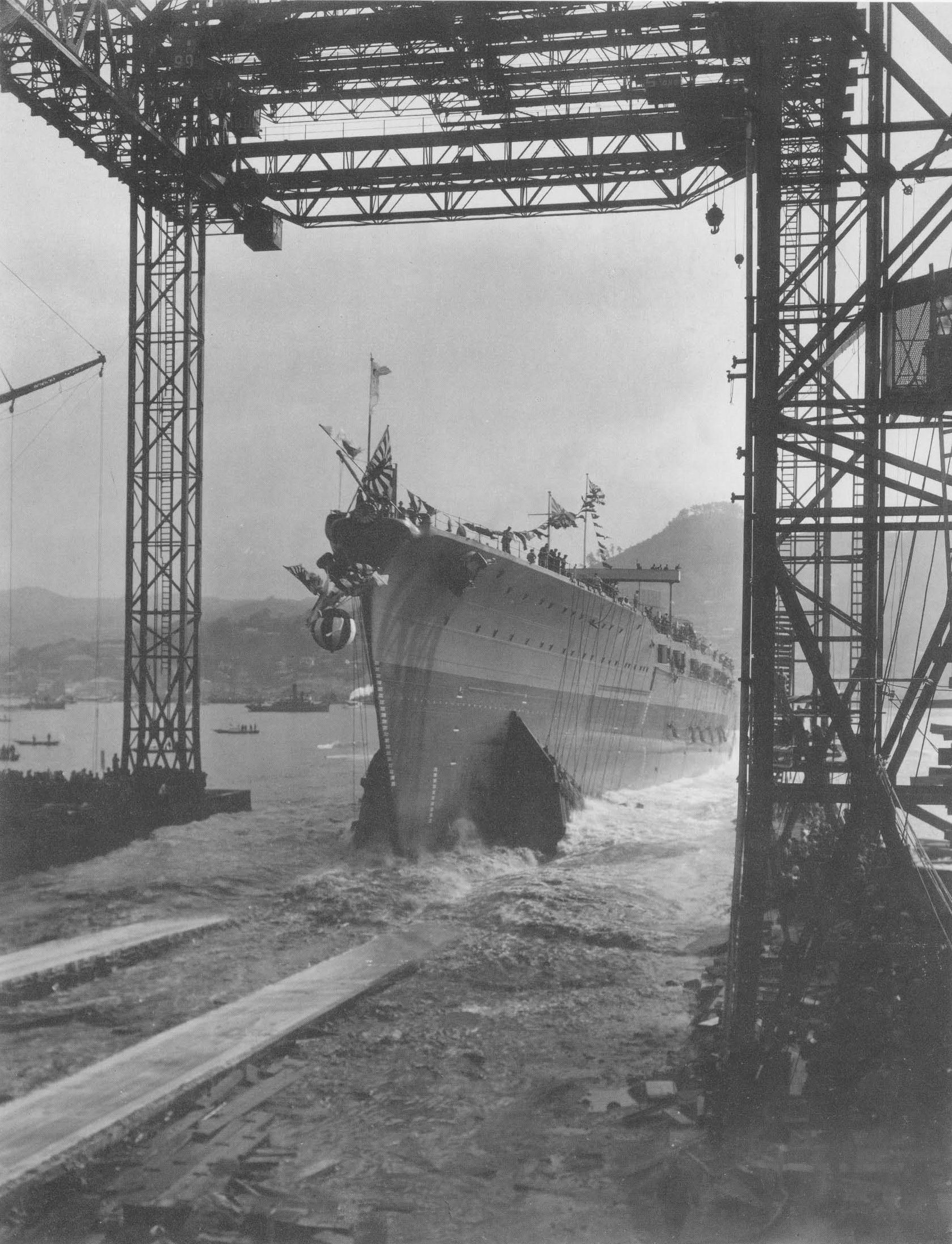
Wodowanie okrętu 18 grudnia 1921 r.

Podobnie jak testy drugi i piąty, testy trzeci i czwarty zostały przeprowadzone na tej samej wrędze (192) po obu burtach. Wręga 192 znajduje się na śródokręciu, gdzie system zabezpieczeń i pancerza jest najsilniejszy. Test numer trzy (8 czerwca) zakładał wybuch 300 kg materiału wybuchowego (odpowiednik głowicy torpedy japońskiej) na prawej burcie na głębokości 2,05 metra poniżej linii wodnej. Test numer cztery zakładał wybuch 350-kilogramowej torpedy na lewej burcie, na głębokości 4,9 m poniżej linii wodnej. Wybuchy wybiły otwory o powierzchni 15 i 26 m², wgniecione został obszar 160 i 110 m². Do kadłuba wtargnęło 1203 i 1160 długich ton (1222 i 1180 ton metrycznych) wody. Test numer trzy spowodował wtargnięcie największej ilości wody do kadłuba, przez co przechył z 2°51′ na lewą burtę zmienił się na 5°22′ na prawą burtę (zmiana o 8°13′). Test numer cztery zmienił przechył z 1° na prawą burtę na 5°20′ na lewą burtę.
Dalsze testy polegały m.in. na eksplozjach kilku torped wz. 8 mających głowice mieszczące 300–346 kg kwasu pikrynowego. Torpedy były umieszczone w magazynie, zaprojektowanym dla nich wewnątrz kadłuba, z przodu pierwszej wieży artylerii głównej. Uważano, że jest to słaby punkt wcześniejszych projektów pancerników. Wybuch spowodował ekstremalne uszkodzenia strukturalne powyżej linii wodnej i potwierdził, że jakikolwiek problem w tej części okrętu może mieć poważne skutki. Rozwiązaniami tej sytuacji było np. zainstalowanie dodatkowego pancerza nad pomieszczeniem lub takie zaprojektowanie jego ścian, by skierować energię wybuchu w kontrolowany sposób na zewnątrz. Kolejny test zakładał wybuch 370 kg TNT w odległości 5 metrów od burty.
Kolejny test przeprowadzony w tym czasie polegał na wystrzeleniu opracowywanego pocisku artyleryjskiego typu 91 kal. 460 mm w kierunku okrętu. Zgodnie ze swoją konstrukcją, pocisk wpadł do wody 25 metrów przed kadłubem i płynąc pod wodą uderzył w jednostkę w pobliżu wręgi 228, 3,3 metra poniżej projektowanej linii wodnej. Rezultaty były niepokojące, ponieważ pocisk przeszedł przez pancerz grubości 76 mm i eksplodował w lewoburtowej maszynowni. Na skutek tego do środka dostało się 3000 ton wody, a przechył okrętu zwiększył się z 4°53′ do 10°6′. Z drugiej jednak strony, test pokazał znakomite właściwości bojowe nowego pocisku.
Wyniki testów na „Tosie” zostały wykorzystane do przebudowy istniejących okrętów. Lekcje wyniesione z tych prób zostały także uwzględnione 10 lat później w czasie projektowania pancerników typu Yamato. Ogólnie rzecz biorąc chodziło o wydłużenie burtowego pasa pancernego także poniżej linii wodnej i za bąblami przeciwtorpedowymi, co zapewniało okrętom lepszą ochronę przeciw wybuchom podwodnym.

## Zatopienie

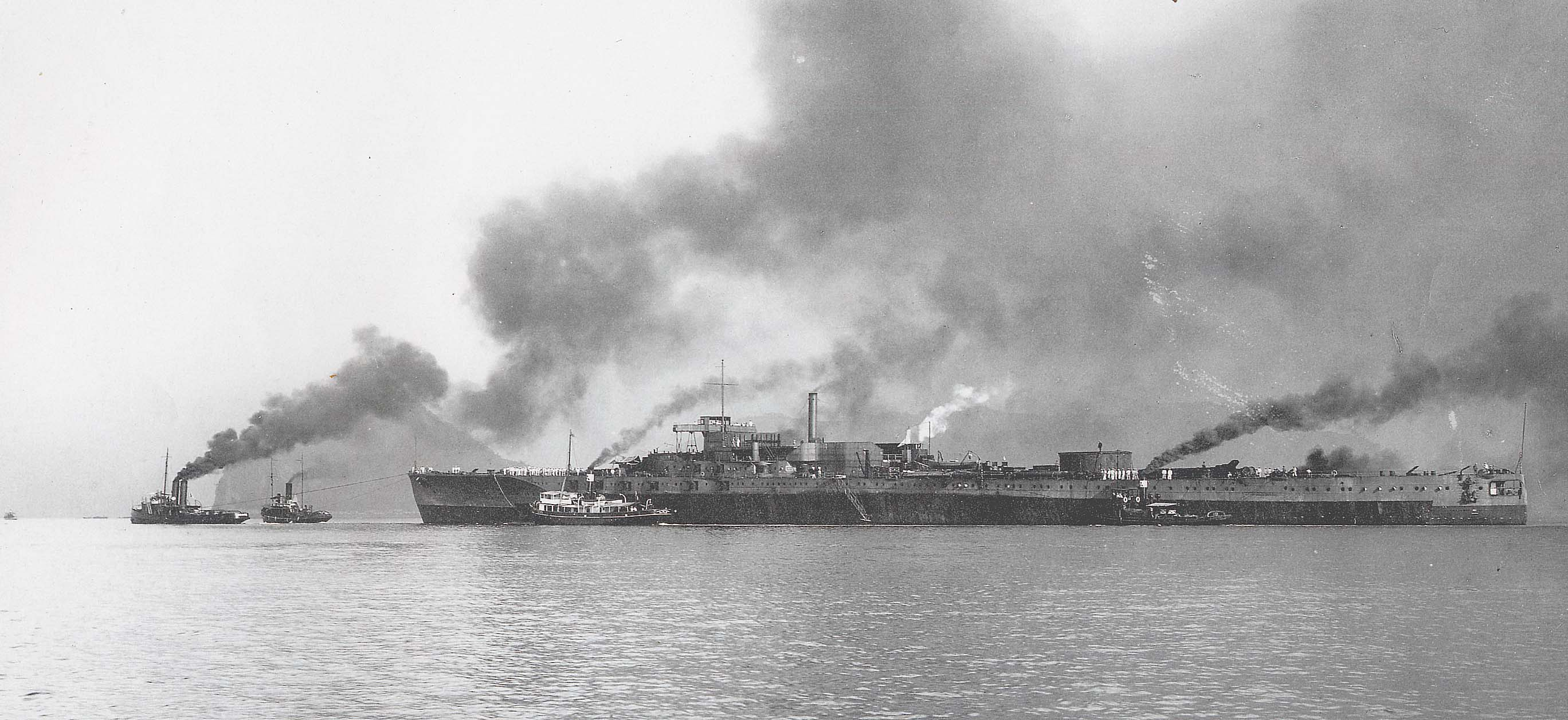
„Tosa” wyholowywana z Nagasaki 1 sierpnia 1922 r.

Przez kolejne kilka miesięcy okręt był używany przez szkołę artylerii w Hiroszimie jako cel. 14 stycznia 1925 roku japoński minister marynarki nakazał, by „Tosa” została zatopiona w ciągu miesiąca. Aby spełnić ten nakaz, dowódca Morskiego Dystryktu w Kure rozkazał przeprowadzić przygotowania do zatopienia okrętu i zakończyć je do 1 lutego. Planowano, że pancernik zostanie zatopiony do 10 lutego włącznie. Miało się to odbyć po przeholowaniu za pomocą starego pancernika „Settsu” na miejsce na południe od latarni Mizunokojima, oddalone o 16 kilometrów na zachód od wyspy Okino-shima (położonej na południowy zachód od dzisiejszej prefektury Kōchi). Raport amerykańskiego Office of Naval Intelligence z tego samego miesiąca stwierdzał: prace nad rozbiórką okrętu są prowadzone w stoczni w Kure, a wszystko co było możliwe do usunięcia usunięto. Planuje się, że kadłub zostanie wypełniony piaskiem i żwirem, następnie zostanie odholowany na głęboką wodę niedaleko wejścia do portu w Kure, zostaną otworzone kingstony i kadłub zatonie.
„Tosa” została wyprowadzona z Kure 3 lutego na zatokę Saiki w kanale Bungo. 6 lutego okręt został przeholowany z zatoki w celu przeprowadzenia na miejsce planowanego zatopienia. Jednak nadciągający silny sztorm uniemożliwił realizację tych planów i jednostki zawróciły. Drugą próbę rozpoczęto 8 lutego o 10.00. Na okręt załadowano dwa pociski kal. 360 mm, które umieszczono wewnątrz podwójnego dna. Dwa pojemniki, zawierające 30 kg szimozy w każdym, umieszczono w maszynowni na lewej burcie. Miały być zdetonowane przy użyciu elektrycznych zapalników, ale wyposażono je także w zapalniki zegarowe. Ładunki zostały zdetonowane 8 lutego, ale zawiodły. Następnego dnia wysłano ludzi na pokład, gdzie około 01.25 otworzyli sześć kingstonów w maszynowni. Wkrótce potem „Tosa” zaczęła tonąć rufą i na prawą burtę. Do 03.50 przechył zwiększył się i okręt zatonął do 07.00. „Tosa” była dziesiątym i ostatnim japońskim ciężkim okrętem, który został zatopiony lub zezłomowany w ramach ustaleń traktatu waszyngtońskiego.